# Stand-by

stand-bysymbool zoals vaak weergegeven op apparaten en afstandsbedieningen

Stand-by of sluimerstand is een toestand van een elektrisch apparaat dat net niet helemaal uitgeschakeld is en in staat is zichzelf in te schakelen.
Anderzijds betekent stand-by ook, dat iemand gereed staat om bij te springen bij een taak, op de werkvloer, Eerste Hulp toedienen, ambulancetaak of een reddingsoperatie.

## Apparaten
Veel moderne elektronische apparatuur heeft een stand-bystand. Soms is er zelfs geen echte netschakelaar, of bevindt de netschakelaar zich aan de achterkant. Wat de fabrikant 'uitgeschakeld' noemt, is in werkelijkheid 'stand-by'.
Vaak wordt stand-by aangegeven doordat er op het voorpaneel nog een lampje brandt. Dat lampje kan zich ook in het inwendige van het apparaat (op het moederbord van een computer) bevinden.
Veelvoorkomend zijn:
- Uitgeschakeld: Niets brandt
- Stand-by: Rood lampje
- Ingeschakeld: Groen lampje en/of informatie op het scherm

Vanouds, voordat de stand-bymogelijkheid bestond,  werd vaak met een rood lampje aangegeven dat een apparaat ingeschakeld was

### Televisie en radio
Een televisietoestel of radio-ontvanger kan op stand-by staan. De ontvanger van de afstandsbediening is dan nog actief, zodat het toestel op afstand kan worden ingeschakeld.

### Videorecorder
Een videorecorder kan op stand-by staan. De klok loopt dan (zichtbaar) door, en een geprogrammeerde opname kan worden gestart. Bovendien werkt de ingebouwde antenneversterker, die het antennesignaal aan de televisie doorgeeft.

### Luidspreker
Er bestaan luidsprekers met ingebouwde versterker. Ze reageren vaak op het aangeboden signaal om tussen stand-by en aan te schakelen. 

### Oplader
De opladers van mobiele telefoons, elektrische tandenborstels en andere apparaten blijven vaak permanent aangesloten. Ze zijn dan in feite stand-by: ze verbruiken stroom maar doen niets nuttigs.

### Andere apparaten
Er zijn apparaten, zoals schemerlampen op lage spanning, waarbij de stand-byfunctie geen nuttig doel dient. De schakelaar bevindt zich aan de secundaire zijde van de transformator, zodat de transformator altijd stroom verbruikt. Een reden hiervan kan zijn dat de transformator zich enigszins buiten bereik bevindt, bijvoorbeeld op de grond.

### Computer
Bij personal computers die de ACPI-standaard implementeren, wordt er onderscheid gemaakt tussen vijf soorten stand-by: S1 tot en met S5 (S0 staat voor 'aan'). S1, S3 en S4 worden het meest gebruikt. Een hoger getal betekent dat het systeem verder wordt uitgeschakeld, maar ook dat het langer duurt voordat het systeem weer gebruikt kan worden. Het type stand-by kan ingesteld worden in het power-menu van het BIOS (setup), direct na het opstarten van de computer (vanuit uit-stand).
- Bij S1 verwerkt de processor geen opdrachten meer, maar alle andere componenten blijven actief. De besparing in energieverbruik is afhankelijk van het type processor, maar vergeleken met het energieverbruik van de andere componenten is de besparing meestal gering.[2] Het is dan ook af te raden de computer gedurende lange tijd in deze stand te laten staan.
- Bij S2 wordt de processor volledig uitgeschakeld, maar alle andere componenten blijven aan. Dit type stand-by lijkt op S1 en de energiebesparing blijft gering.
- Bij S3 (suspend to RAM) worden de actieve processen opgeslagen in het Random Access Memory (RAM). Alle andere componenten van de computer worden uitgeschakeld. Het verbruik is maximaal 5 watt[2], terwijl het systeem relatief snel weer te gebruiken is als het wordt aangezet. Deze vorm van stand-by is nuttig voor desktopcomputers als ze, bijvoorbeeld tijdens een koffiepauze, tijdelijk niet gebruikt worden. Bij laptops wordt S3 vaak automatisch ingeschakeld zodra het scherm wordt dichtgevouwen om de accu te sparen.
- Bij S4 (suspend to HDD) worden de actieve processen opgeslagen op de harde schijf (HDD). Vervolgens wordt de computer uitgeschakeld. Zelfs als de verbinding met het elektriciteitsnet wordt verbroken blijven de opgeslagen processen bewaard, net zoals alle andere data op de harde schijf. Het is mogelijk dat de netwerkkaart wel actief blijft zodat de computer op afstand kan worden opgestart, maar dit is niet noodzakelijk. Bij laptops wordt dit type stand-by vaak automatisch ingeschakeld als de accu bijna leeg is. Met het laatste beetje elektriciteit worden alle processen opgeslagen zodat er geen data verloren gaat.
- Bij S5 wordt het systeem uitgeschakeld op de netwerkkaart en USB-ondersteuning na. Hierdoor kan het systeem worden opgestart via het netwerk of internet of met behulp van een toetsenbord, muis of ander USB-apparaat.[1]

## Verbruik
Een apparaat dat in stand-by staat, gebruikt altijd nog een beetje elektriciteit. Dit heet sluipverbruik, dat bij een televisie met een stand-bykiller kan worden vermeden. Het sluipverbruik van een modern televisietoestel is minder dan 1 watt, na 2010 is dit zelfs verplicht. Na 2013 is dit zelfs gereduceerd tot 0,5 watt.
Vanwege het sluipverbruik van elektriciteit werd onnodig gebruik van stand-by afgeraden. Veel apparaten hebben geen echte netschakelaar meer - of alleen aan de achterkant - zodat ze alleen echt uitgeschakeld kunnen worden door de stekker uit het stopcontact te trekken.